# ミラノの支配者一覧
ミラノの支配者一覧（ミラノのしはいしゃいちらん）とは、以下に記されている13世紀から1859年までの、イタリア・ミラノの支配者の一覧である。
| 名前                                                                                  | 統治          | 備考                                                                                   |
| ------------------------------------------------------------------------------------- | ------------- | -------------------------------------------------------------------------------------- |
| ミラノの貴族、 デッラ・トッレ家（トッリアーニとしても知られている）とヴィスコンティ家 |               |                                                                                        |
| パガーノ1世・デッラ・トッレ                                                           | 1197年–1241年 |                                                                                        |
| パガーノ2世・デッラ・トッレ                                                           | 1247年–1257年 |                                                                                        |
| マンフレーディ・ランチア                                                              | 1253年–1256年 |                                                                                        |
| マルティーノ・デッラ・トッレ                                                          | 1257年–1259年 |                                                                                        |
| オベルト・ペラヴィチーノ                                                              | 1259年–1264年 |                                                                                        |
| フィリッポ・デッラ・トッレ                                                            | 1263年–1265年 |                                                                                        |
| ナポレオーネ・デッラ・トッレ                                                          | 1265年–1277年 |                                                                                        |
| オッドーネ・ヴィスコンティ, ミラノ大司教                                              | 1277年–1294年 |                                                                                        |
| マッテーオ1世・ヴィスコンティ                                                         | 1294年–1302年 | オッドーネの大甥                                                                       |
| グイード・デッラ・トッレ                                                              | 1302年–1311年 |                                                                                        |
| マッテーオ1世・ヴィスコンティ                                                         | 1311年–1322年 | 復位                                                                                   |
| ガレアッツォ1世・ヴィスコンティ                                                       | 1322年–1327年 | マッテーオ1世の息子                                                                    |
| アッツォーネ・ヴィスコンティ                                                          | 1329年–1339年 | ガレアッツォ1世の息子                                                                  |
| ルキーノ・ヴィスコンティ                                                              | 1339年–1349年 | マッテーオ1世の息子 ガレアッツォ1世の弟                                                |
| ベルナボ・ヴィスコンティ                                                              | 1349年–1385年 | ガレアッツォ1世・ルキーノの甥 マッテーオ2世・ガレアッツォ2世の弟                       |
| ガレアッツォ2世・ヴィスコンティ                                                       | 1349年–1378年 | ガレアッツォ1世・ルキーノの甥 マッテーオ2世の弟、ベルナボの兄                          |
| マッテーオ2世・ヴィスコンティ                                                         | 1349年–1355年 | ガレアッツォ1世・ルキーノの甥 ガレアッツォ・ベルナボの兄                               |
| ジャン・ガレアッツォ・ヴィスコンティ                                                  | 1378年–1395年 | ガレアッツォ2世の息子                                                                  |
| ミラノ公, ミラノ公国の支配者、ヴィスコンティ家とスフォルツァ家                        |               |                                                                                        |
| ジャン・ガレアッツォ・ヴィスコンティ                                                  | 1395年–1402年 |                                                                                        |
| ジョヴァンニ・マリーア・ヴィスコンティ                                                | 1402年–1412年 | ジャン・ガレアッツォの息子。暗殺された。                                               |
| フィリッポ・マリーア・ヴィスコンティ                                                  | 1412年–1447年 | ジョヴァンニ・マリーアの弟                                                             |
| アンブロジアーナ共和国 1447年–1450年                                                  |               |                                                                                        |
| フランチェスコ1世・スフォルツァ                                                       | 1450年–1466年 | フィリッポ・マリーアの娘と婚姻                                                         |
| ガレアッツォ・マリーア・スフォルツァ                                                  | 1466年–1476年 | フランチェスコの息子                                                                   |
| ジャン・ガレアッツォ・スフォルツァ                                                    | 1476年–1494年 | ガレアッツォ・マリーアの息子                                                           |
| ルドヴィーコ・スフォルツァ                                                            | 1494年–1499年 | フランチェスコの息子                                                                   |
| ルイ12世                                                                              | 1499年–1500年 | ジャン・ガレアッツォ・ヴィスコンティの娘ヴァレンティーナの孫                           |
| ルドヴィーコ・スフォルツァ                                                            | 1500年        | （復位）                                                                               |
| ルイ12世                                                                              | 1500年–1512年 | 復位                                                                                   |
| マッシミリアーノ・スフォルツァ                                                        | 1512年–1515年 | ルドヴィーコの息子                                                                     |
| フランソワ1世                                                                         | 1515年–1521年 | ヴァレンティーナの曾孫                                                                 |
| フランチェスコ2世・スフォルツァ                                                       | 1521年–1535年 | ルドヴィーコの息子、マッシミリアーノの弟。                                             |
| スペイン支配 1540年–1706年                                                            |               |                                                                                        |
| スペイン王フェリペ2世                                                                 | 1540年–1598年 | フランチェスコ2世の死後、皇帝カール5世が帝国の封建領地であると、息子のために主張した。 |
| スペイン王フェリペ3世                                                                 | 1598年–1621年 | フェリペ2世の息子                                                                      |
| スペイン王フェリペ4世                                                                 | 1621年–1665年 | フェリペ3世の息子                                                                      |
| スペイン王カルロス2世                                                                 | 1665年–1700年 | フェリペ4世の息子                                                                      |
| スペイン王フェリペ5世                                                                 | 1700年–1706年 | フェリペ4世の曾孫                                                                      |
| オーストリア支配 1706年–1796年                                                        |               |                                                                                        |
| 神聖ローマ皇帝カール6世                                                               | 1706年–1740年 | フェリペ3世の曾孫                                                                      |
| マリア・テレジア                                                                      | 1740年–1780年 | カール6世の娘                                                                          |
| 神聖ローマ皇帝ヨーゼフ2世                                                             | 1780年–1790年 | マリア・テレジアの息子                                                                 |
| 神聖ローマ皇帝レオポルト2世                                                           | 1790年–1792年 | ヨーゼフ2世の弟                                                                        |
| 神聖ローマ皇帝フランツ2世                                                             | 1792年–1797年 | レオポルト2世の息子                                                                    |
| トランスパダーナ共和国 1796年–1797年                                                  |               |                                                                                        |
| チザルピーナ共和国 1797年–1799年                                                      |               |                                                                                        |
| 神聖ローマ皇帝フランツ2世                                                             | 1799年–1800年 | （復位）                                                                               |
| オーストリア支配1799年–1800年                                                         |               |                                                                                        |
| 臨時政府委員会 1800年                                                                 |               |                                                                                        |
| 特別政府委員会 1800年                                                                 |               |                                                                                        |
| 特別政府委員会の執行委員会 1800年–1802年                                              |               |                                                                                        |
| イタリア共和国大統領                                                                  |               |                                                                                        |
| ナポレオン・ボナパルト                                                                | 1802年–1805年 |                                                                                        |
| イタリア王国                                                                          |               |                                                                                        |
| ナポレオン1世                                                                         | 1805年–1814年 |                                                                                        |
| ウジェーヌ・ド・ボアルネ                                                              | 1805年–1814年 | イタリア王国の副王（総督）                                                             |
| ロンバルド＝ヴェネト王国                                                              |               |                                                                                        |
| オーストリア皇帝フランツ1世                                                           | 1814年–1835年 | 前ミラノ公                                                                             |
| Heinrich XV Reuss zu Plauen                                                           | 1814年–1815年 | フランツ1世下の副王                                                                    |
| ハインリヒ・フォン・ベレガルデ                                                        | 1815年–1816年 | フランツ1世下の副王                                                                    |
| アントン・ヴィクトル大公                                                              | 1816年–1818年 | フランツ1世下の副王                                                                    |
| ライナー・ヨーゼフ大公                                                                | 1818年–1835年 | フランツ1世下の副王                                                                    |
| オーストリア皇帝フェルディナント1世                                                   | 1835年–1848年 | フランツ1世の息子                                                                      |
| ライナー・ヨーゼフ大公                                                                | 1835年–1848年 | フェルディナント1世下の副王                                                            |
| オーストリア皇帝フランツ・ヨーゼフ1世                                                 | 1848年–1859年 | フェルディナント1世の甥                                                                |
| ヨーゼフ・ラデツキー伯爵                                                              | 1848年–1857年 | フランツ・ヨーゼフ下の副王                                                             |
| マクシミリアン大公                                                                    | 1857年–1859年 | フランツ・ヨーゼフ下の副王                                                             |
| Franz Gyulai伯爵                                                                      | 1859年        | フランツ・ヨーゼフ下の副王                                                             |
| Heinrich Hermann von Hess男爵                                                         | 1859年        | フランツ・ヨーゼフ下の副王                                                             |